# Classica di San Sebastián femminile 2021
La Classica di San Sebastián femminile 2021, seconda edizione della corsa e valevole come undicesima prova dell'UCI Women's World Tour 2021 categoria 1.WWT, si svolse il 31 luglio 2021 su un percorso di 139,8 km, con partenza e arrivo a San Sebastián, in Spagna. La vittoria fu appannaggio dell'olandese Annemiek van Vleuten, la quale completò il percorso in 3h53'37", alla media di 35,905 km/h, precedendo la statunitense Ruth Winder e l'italiana Tatiana Guderzo.
Sul traguardo di San Sebastián 48 cicliste, su 102 partite dalla medesima località, portarono a termine la competizione.

## Squadre e corridori partecipanti
| N.    | Cod. | Squadra                   |
| ----- | ---- | ------------------------- |
| 1-6   | BEX  | Team BikeExchange         |
| 11-16 | MOV  | Movistar Team Women       |
| 21-26 | TFS  | Trek-Segafredo            |
| 31-36 | LIV  | Liv Racing                |
| 41-46 | FDJ  | FDJ Nouvelle-Aquitaine    |
| 51-56 | ALE  | Alé BTC Ljubljana         |
| 61-66 | WNT  | Ceratizit-WNT Pro Cycling |
| 71-76 | VAL  | Valcar-Travel & Service   |
| 81-85 | MNX  | A.R. Monex Women's        |

| N.      | Cod. | Squadra                         |
| ------- | ---- | ------------------------------- |
| 91-96   | EIC  | Eneicat-RBH Global              |
| 101-105 | MAT  | Massi-Tactic Women Team         |
| 111-116 | TOP  | Top Girls Fassa Bortolo         |
| 121-126 | WCS  | Women Cycling Team              |
| 131-135 | BDU  | Bizkaia Durango                 |
| 141-146 | FAR  | Team Farto-BTC                  |
| 151-156 | SWT  | Sopela Women's Team             |
| 161-166 | RMC  | Rio Miera-Cantabria Deporte     |
| 171-176 | LKF  | Laboral Kutxa-Fundación Euskadi |

## Ordine d'arrivo (Top 10)
| Pos. | Corridore          | Squadra   | Tempo    |
| ---- | ------------------ | --------- | -------- |
| 1    | Annem. van Vleuten | Movistar  | 3h53'37" |
| 2    | Ruth Winder        | Trek      | a 36"    |
| 3    | Tatiana Guderzo    | Alé       | a 1'35"  |
| 4    | Sabrina Stultiens  | Liv       | s.t.     |
| 5    | Évita Muzic        | FDJ       | s.t.     |
| 6    | Brodie Chapman     | FDJ       | s.t.     |
| 7    | Pau. Rooijakkers   | Liv       | a 1'38"  |
| 8    | Audrey Cordon      | Trek      | a 1'52"  |
| 9    | Erica Magnaldi     | Ceratizit | s.t.     |
| 10   | Ellen van Dijk     | Trek      | s.t.     |